# Slovenska popevka 2007
Slovenska popevka 2007 je potekala 9. septembra v Gallusovi dvorani Cankarjevega doma. Voditelja prireditve sta bila Bernarda Žarn in Janez Škof. Kot gostja je na začetku prireditve nastopila Anika Horvat, zmagovalka Slovenske popevke 2006, s pesmijo Belo nebo. 
V času glasovanja občinstva so s svojimi uspešnicami nastopile tudi zvezde Slovenske popevke in tako obeležile 45-letnico te glasbene prireditve: Nino Robič, Braco Koren, Lidija Kodrič, Ivanka Kraševec, Elda Viler, Rafko Irgolič, Pepel in kri, Alenka Pinterič, Lado Leskovar, Alfi Nipič, Stane Mancini in Beti Jurkovič.

## Nastopajoči
| #   | Izvajalec                       | Naslov pesmi       | Avtor glasbe                | Avtor besedila      | Avtor aranžmaja | Št. tel. glasov | Uvrstitev |
| --- | ------------------------------- | ------------------ | --------------------------- | ------------------- | --------------- | --------------- | --------- |
| 1.  | Slavko Ivančić                  | Kdo si             | Enzo Hrovatin               | Miša Čermak         | Patrik Greblo   | 304             | 14.       |
| 2.  | Kalamari                        | Nič več, nič manj  | Jože Jež                    | Jože Jež            | Grega Forjanič  | 398             | 9.        |
| 3.  | Ans. Rdeči dečki & Edvin Fliser | Kaj mi mar         | Edvin Fliser                | Edvin Fliser        | Grega Forjanič  | 468             | 6.        |
| 4.  | Ylenia                          | Ne računaj name    | Marino Legovič              | Damjana Kenda Hussu | Grega Forjanič  | 383             | 10.       |
| 5.  | Folkrola                        | Stara kitara       | Samo Javornik               | Samo Javornik       | Lojze Krajnčan  | 561             | 4.        |
| 6.  | Nataša Mihelič                  | Oblekica           | Miha Gorše                  | Roman Zupančič      | Andrej Goričar  | 333             | 13.       |
| 7.  | Iva Stanič                      | Kako živiš?        | Marko Mozetič               | Marija Trampuž      | Marko Mozetič   | 408             | 8.        |
| 8.  | Manca Špik                      | Vse to je moj svet | Raay                        | Simon Meglič        | Lojze Krajnčan  | 936             | 2.        |
| 9.  | Alenka Godec                    | Boljša kot prej    | Miran Juvan                 | Anastazija Juvan    | Patrik Greblo   | 360             | 11.       |
| 10. | Eva Černe                       | Pomlad v mestu     | Boštjan Grabnar             | Damjana Kenda Hussu | Rok Golob       | 2415            | 1.        |
| 11. | Andreja Zupančič                | Videz vara         | Branko Rožman               | Zvezdana Majhen     | Aleš Avbelj     | 507             | 5.        |
| 12. | Katrinas                        | Pridi!             | Rok Golob                   | Tomaž Habe          | Rok Golob       | 352             | 12.       |
| 13. | Damjana Golavšek                | Naravne sile       | Karel Novak - Čarli         | Damjana Kenda Hussu | Janez Gregorc   | 437             | 7.        |
| 14. | Dežur                           | Verjamem v srečo   | Janez Doltar, Jani Lipičnik | Janez Doltar        | Aleš Avbelj     | 894             | 3.        |

Spremljevalni vokali: Katja Koren, Sandra Feketija in Luka Černe.

## Nagrade
Nagrade strokovne žirije
- Za najboljšo skladbo v celoti je bila izbrana skladba Naravne sile, ki jo je zapela Damjana Golavšek. Avtorja skladbe sta Karl Novak - Čarli in Damjana Kenda Hussu.
- Nagrado za najboljši aranžma je prejel Janez Gregorc za skladbo Naravne sile.
- Nagrado za najboljše besedilo je žirija podelila Damjani Kenda Hussu za skladbo Ne računaj name.
- Nagrado za najboljšega izvajalca je prejela Alenka Godec.
- Nagrado za mladega perspektivnega izvajalca je prejela Iva Stanič.

Nagrada občinstva
- Občinstvo je s pomočjo telefonskega glasovanja (oddanih je bilo 8.756 glasov) za najboljšo skladbo izbrala Pomlad v mestu v izvedbi Eve Černe, ki je zmagala z 2.415 glasovi. Drugo mesto je zasedla Manca Špik s pesmijo Vse to je moj svet (936 glasov), tretji pa so bili Dežur s pesmijo Verjamem v srečo (894 glasov).